# Pjotr Nikolajevič Fedosejev
Pjotr Nikolajevič Fedosejev (rusky Пётр Николаевич Федосеев; 9. srpnajul./ 22. srpna 1908greg. – 18. října 1990) byl sovětský marxisticko-leninský filosof.

## Životopis
Fedosejev byl od roku 1939 členem VKS(b). V letech 1941–55 pracoval v aparátu ÚV VKS(b) a byl hlavním redaktorem časopisů Bolševik (rusky Большевик) a Stranický život (Партийная жизнь). V roce 1946 se stal členem-korespondentem AV SSSR, od roku 1960 řádným členem, od roku 1962 do 1988 byl (s přestávkou 1967 – 1971) jejím místopředsedou. V letech 1955–62 zastával funkci ředitele Filosofického ústavu AV SSSR. Od roku 1967 byl šest let ředitelem Institutu marxismu-leninismu při ÚV KSSS. V letech 1961 –1989 byl členem ÚV KSSS, v letech 1962 – 1989 poslancem Nejvyššího sovětu SSSR.

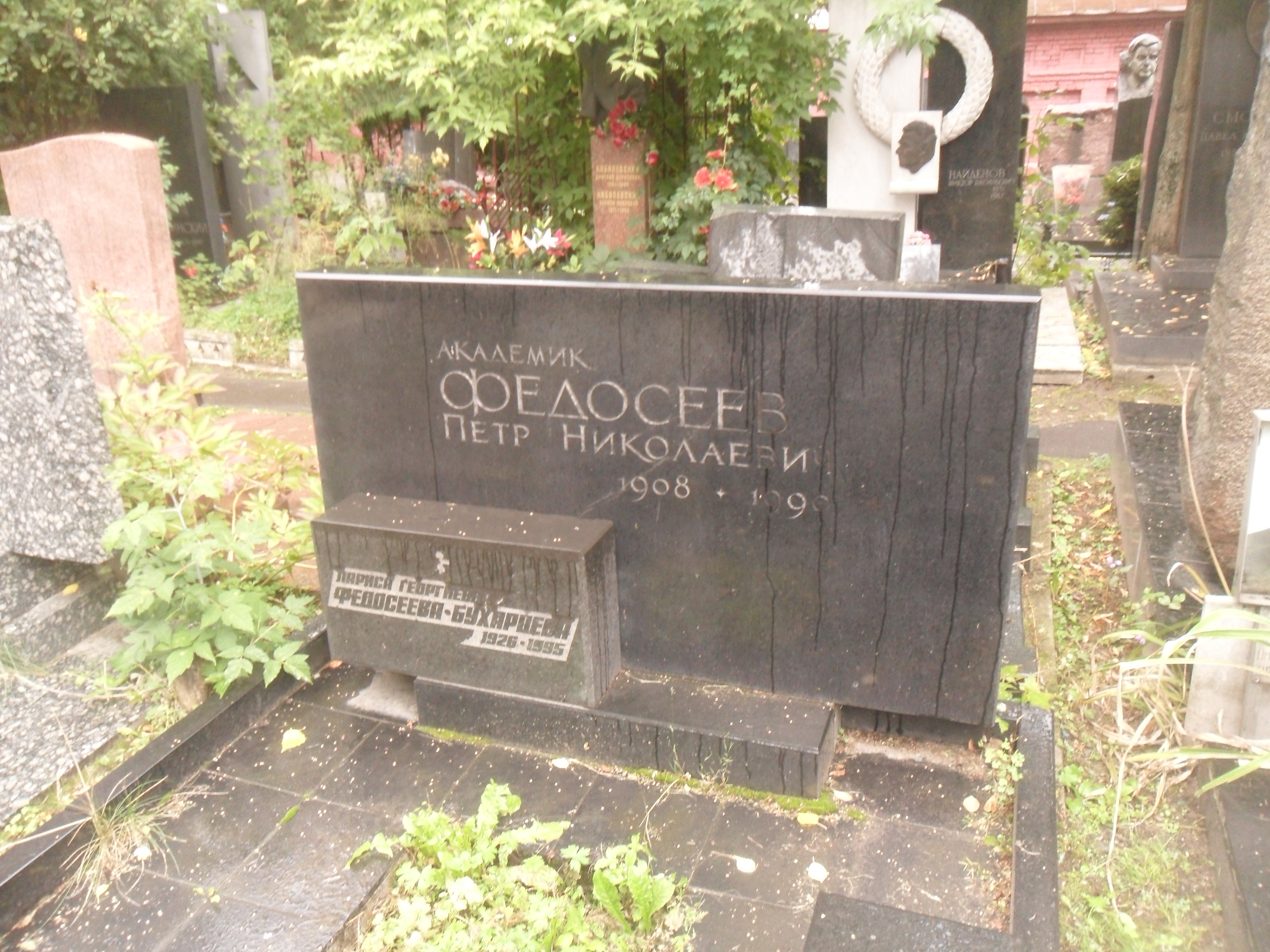
Náhrobek na Novoděvičím hřbitově v Moskvě

Zabýval se především historickým materialismem, vědeckým komunismem, vědeckým ateismem a kritikou „buržoazní“ filosofie a sociologie.

## Dílo
- FEDOSEJEV, Petr Nikolajevič. Základy vědeckého komunismu (původním názvem: Osnovy naučnogo kommunizma). Praha: Svoboda, 1971. 484 s.
- Marxismus ve 20. století Marx, Engels, Lenin a současnost / Petr Nikolajevič Fedosejev ; [z ruského originálu přeložila Milena Manová] Praha : Svoboda, 1974
- FEDOSEJEV, P. N. Dialektika současné epochy. Praha: Svoboda, 1982. 599 s.
- Filozofie a vědecké poznání / Petr Nikolajevič Fedosejev ; [z rus. orig. přel. Božena, Jarmila-Sodomková, Oborská] Praha : Svoboda, 1988 393 s.